# Медресе Абдулкасим Шейха
Медресе Абулкасим Шейха (узб. Abulqosim madrasasi) — архитектурный памятник Ташкента. Построено Ташкентским ишаном Абулкасим шейхом в XIX веке. Первоначально это был комплекс, который включал мечеть, баню и медресе. Место, где расположен комплекс, прежде называлось Янги Махалля и было одним из общественных центров. Первоначально медресе Абдулкасим Шейха было одноэтажным зданием. В 1864 году, во время восстановления медресе, был достроен второй этаж. В течение долгого времени медресе Абдулкасим Шейха находилось на тихой улице. Недавно медресе приобрело нового величественного соседа – здание парламента Узбекистана.

## История здания медресе
Ташкент — один из старейших городов Востока. Несмотря на разрушительные междоусобицы в различные времена и природные катаклизмы, до нас дошло немало исторических памятников. Один из них – медресе Абулкасымхан. Медресе. От входа до каждой худжры стены медресе расписывались цитатами из Корана, имеющими воспитательное и историческое значение, стихами-бейтами. Здание медресе было построено в едином ансамбле с Мавзолеем Хонакойи Муйи Муборак. В 1892 году после смерти основателя Абулкасымхан ишана оно стало называться медресе Абулкасымхан-ишан.
В годы советской власти многие сооружения комплекса были снесены, но здание медресе чудом сохранилось. В настоящее время медресе входит в число охраняемых государством исторических памятников, находится в ведении столичного отдела Международного благотворительного фонда «Олтин мерос» (Золотое наследие).
В двадцати худжрах (комнатах) размещены мастерские Художественной академии. Здесь занимаются народные мастера, среди которых много знаменитостей, членов Академии художеств Узбекистана, участники и призёры республиканских, региональных, международных выставок. Здесь в полном смысле слова возрождена и процветает наша национальная традиция – наставничество.
Во дворе медресе всегда многолюдно. Ученики школ, студенты, жители и гости столицы, зарубежные туристы, с интересом рассматривая выставленные работы, восхищаются изящными миниатюрами, узорами, тонкой работой мастеров.
Верхняя часть молельни (мехроба) была отреставрирована в 2002 году. Здесь сохранилось два бейта на таджикском языке. Четверостишие отчеканено в стиле настаълик, арабской каллиграфией на светло зелёном фоне синими красками, и оповещает об истинном значении здания:

До чего красиво это здание, что свято как небесный рай,

Потому что хранится тут почтенный волос Пророка,

Гордясь которым, Мир пишет историю его:

«Величественный храм святых волос Пророка»

Содержание данного четверостишия говорит о том, что в этом храме хранятся волосы великого пророка Мухаммада. В строках стиха зашифрован секрет (Моддаи тарих) - год строительства медресе

## Жизнеописание основателя медресе Абулкасымхан ишана
Абулкасымхан был известен не только в Ташкенте, но и за его пределами. Служение своему народу было его главной целью. Будучи последователем учения Бахауддина Накшбанди, он занимался переплётным делом и основную часть своего дохода расходовал на нужды медресе.

### События в жизни Абулкасымхана, связынные с«Холерным бунтом»в Ташкенте
В мае 1892 года царские власти в Ташкенте запретили самовольно хоронить умерших на «холерном кладбище», хотя законы шариата требовали предавать покойника земле в тот же день. Истощённый беспрерывным ростом цен и эпидемией холеры, народ восстал. Для подавления восстания был вызван казачий полк. Толпа мирных жителей была расстреляна… История свидетельствует о том, что именно Абулкасымхан обращался к губернатору с объяснением, что так называемый «холерный бунт» не был направлен против царизма, народ всего лишь защищал свою веру и законы шариата. Он добился, чтобы губернатор отменил своё решение.
Имя Абулкасымхана фигурирует в исторических документах того периода — в документах следствии по делу «Восстание против правительства». До настоящего времени дошли многие официальные письма и прошения, подписанные его рукой. Абулкасымхан был истинным мудрым лидером сопротивления властям. Наказывая организаторов восстания, власти не приняли суровых мер по отношению к самому Абулкасымхану, так как его авторитет в городе был огромен.
Последние дни Абулкасымхана напоминают легенду. Духовенство Ташкента, обеспокоенное эпидемией, собралось в доме Абулкасымхана. Посоветовавшись, решили совершить жертвоприношение во имя Аллаха. На следующий день Абулкасымхан ишон объявил, что принял на себя беду, которая постигла его народ, и эпидемия скоро покинет город. 4 июля 1892 года Абулкасымхан ишон скончался, а на следующий день прекратилась холера…